# Stanley Woods
Stanley Woods, född 29 november 1903 i Dublin, död 28 juli 1993 i Castlewellan, var en irländsk motorcykelförare. Han var under 1930-talet Europas mest segerrika förare med tio segrar i världens förnämsta motorcykeltävling, engelska Tourist Trophy.
Woods, eller "The Smiling Ire", som han populärt kallades, som var verksam som fabrikör i Dublin. Han debuterade i tillförlitlighetstävlingar på Harley-Davidson 1920 och blev två år senare på Cotton femma i Junior TT. Följande år vann han sensationellt och med ny rekordtid samma klass på Cotton-Blackburne. I Senior TT segrade han 1926 på Norton, på vilket märke han med stor framgång tävlade till 1934, då han engagerades av Husqvarna. År 1932 vann han sin första dubbelseger i Engelska TT – Senior- och Juniorklasserna – varvid han även satte nytt varvrekord i Junior. Han upprepade "the big double" 1933 och 1935, Senior och Junior 1933 samt Senior och Lightweight 1935. De båda sistnämnda tävlingarna vann han på det italienska märket Moto Guzzi, de första segrar en icke-engelsk maskin vunnit på Isle of Man sedan 1911. Är 1934 startade han i Seniorloppet på Husqvarna. Han låg tvåa hela tävlingen men måste utgå på sista varvet strax före mål, då bensinen tog slut. Efter en misslyckad säsong övergick han till Velocette, på vilket märke han tävlade till krigsutbrottet och i Engelska TT vann Juniorloppet 1938 och 1939.
I kontinentens GP-lopp hemförde Woods otaliga segrar, bland vilka kan nämnas C-klassen i Belgiens GP 1927, 1931 och 1932, Frankrikes GP 1928, 1930 och 1932, Hollands TT 1927 och 1932, klass B 1928, 1931, 1932 och 1933, Schweiz GP 1927, 1931, 1932 och 1933, klass B 1932, Tysklands GP 1931 samt Ulster GP 1924 och 1930–1933, klass B 1939. Woods startade två gånger i Sveriges GP:s C-klass. Första gången, vid Europas GP 1933, körde han i par med Percy Hunt, men de båda Nortonförarna pressades under tävlingen så hårt av Ragge Sunnqvist, på Husqvarna, att de måste utgå, Hunt till följd av en kollision. Dessförinnan hade emellertid Woods satt nytt varvrekord. Vid sin andra start på Saxtorp, 1935, körde han Husqvarna och hemförde sin enda seger på detta märke.